# Viktoria-Luise-Gymnasium
Das Viktoria-Luise-Gymnasium in Hameln wurde im Oktober 1859 als städtische Höhere Töchterschule gegründet. Sie beruht auf einer Vorgängereinrichtung, die sich Ende des 18. Jahrhunderts gebildet hatte.

## Profil
Das Viktoria-Luise-Gymnasium in Hameln ist stark musikalisch engagiert und verfügt über mehrere Musikarbeitsgemeinschaften. Darunter sind bewährte Stilrichtungen, wie die niedersachsenweit bekannte Swinging-College Big Band, und andere musikalische Arbeitsgruppen. Dazu zählen Orchester, Rock-Band, zahlreiche Chöre und von Schülern selbst organisierten Schulbands. Es gibt spezielle Musikklassen zur Förderung durch zusätzlichen Musikunterricht.
Jährlich findet das Schulkonzert im Hamelner Theater statt, bei dem die Musikarbeitsgemeinschaften, wie Big-Band und Orchester, und auch Einzelbeiträge sowie Musikklassen und Bands das Programm gestalten. Zudem findet jedes Jahr im Dezember ein Vorweihnachtskonzert im Hamelner Münster statt.

## Geschichte

Das älteste Gebäude (1899 erbaut) des Viktoria-Luise-Gymnasiums

### Vorgeschichte
Am 3. Mai 1790 wurde auf Veranlassung des Bergkommissars Johann Friedrich Westrumb und mit Beihilfe des Ratsschultheißen Lüder sowie der Pastoren Gumbrecht und Evers eine „Neue Töchterschule“ gegründet. Diese Schule musste allerdings infolge der wirtschaftlichen Notlage im Jahre 1812 schließen. Den Schülerinnen blieb nur die normale Stadttöchterschule. Für die Fortgeschrittenen wurde bald eine „1. Klasse“ eingerichtet. Sie war zunächst im Erdgeschoss der Knabenschule an der Südseite des Münsters untergebracht und zog danach in das Primariatspfarrhaus am Münster um.
Daneben gab es in dieser Zeit die private „Töchterschule“ der Lehrerin Justine Rothermund (1800–1833).
Senior Franz Georg Ferdinand Schläger, seit 1822 Leitender Geistlicher in Hameln und Herausgeber der „Hamelschen Anzeigen“, rief in seinem Blatt am 11. September 1823 zur Gründung einer neuen Töchterschule auf, die am 26. April 1824 den Unterrichtsbetrieb aufnahm. Sie wurde zunächst von seinem Amtskollegen Friedrich Sprenger (geb. 1792), dann nach dessen Tod am 26. Januar 1836 von ihm selbst geleitet.
Im Oktober 1827 ging die Schule der Frau Rothermund in der Schlägerschen Anstalt auf. Justine Rothermund wurde in dem mit Schläger und Sprenger geschlossenen Vertrag als Hauptlehrerin der neuen Anstalt übernommen. Nachfolger Schlägers als Schulleiter wurde Ostern 1857 der zweite Stadtprediger Wellhausen. Ein Konflikt Wellhausens über das angesparte Kapital der Schule mit dem Lehrerkollegium führte 1858 zur Entlassung von vier Lehrkräften. Sie planten, ein Konkurrenzinstitut zu gründen, was zum Eingreifen der Stadt Hameln führte. Damit endete die Mädchenschule in kirchlicher Hand.

### Unter städtischer Leitung
Am 1. Oktober 1859, was als Gründungsdatum der Schule gilt, wurde die „höhere Töchterschule“ von der Stadt Hameln übernommen. Das Schulgebäude befand sich zu dieser Zeit auf dem Münsterkirchhof. Erster Schulleiter wurde Pastor Hermann Müller. Da die Räume am Münsterkirchhof zu klein wurden, zog die Schule in die Bäckerstraße. Bereits 1861 reichten auch diese vorhandenen Räume nicht mehr aus, und man wich in ein Gebäude in der Bungelosenstraße aus, das heute nicht mehr steht. Die Zahl der Schülerinnen wuchs von 1859 bis 1899 von 59 auf 178. 1861 wurden nur noch hauptamtliche Lehrkräfte beschäftigt. 1865/66 wurde die 3. Klasse geteilt und 1872 wurde die 5. Klasse hinzugefügt. 1873/74 wurde der Schulbesuch auf sechs Jahre erweitert. 1874 kam die Schule, die seit ihrer Gründung ein Vermögen von 22.000 Mark angesammelt hatte, in städtische Verwaltung.

### In der Kaiserzeit
Der Schulleiter Pastor Hermann Müller verließ die Schule im Juli 1870, um als Seminardirektor nach Hannover zu gehen. Nachfolger war Theodor Thiesing, der bereits 1873 im Alter von 32 Jahren verstarb. Ihm folgte auf Beschluss des Stadtrates im Juli dieses Jahres Friedrich Brandes, der die Schule bis zu seinem Tode am 27. Dezember 1898 leitete. Im Mai 1894 erfolgte in Preußen eine Neuordnung des höheren Mädchenschulwesens. Reformiert wurden vor allem die Anforderungen an die Vorbildung der Lehrkräfte. Dies wurde auch durch weitere Ausführungsbestimmungen vom 9. August 1899 präzisiert. Die Stadt beschloss, auf Grundlage der Richtlinien aus der bisherigen „Töchterschule“ eine „Höhere Mädchenschule“ zu entwickeln. Direktor Brandes hatte sich für den Umzug der Schule in einen Neubau in der Grütterstraße eingesetzt, dessen Baubeginn 1897 war.
Nachdem für einige Monate August Christian Dähling als dienstältester Lehrer die Schule geführt hatte, wurde im September 1899 mit Alfred Lentz ein neuer Direktor berufen. Am 23. September 1899 wurde der Neubau bezogen und der neue Schulleiter Alfred Lentz feierlich in sein Amt eingeführt. Am 9. Januar 1900 wurde der Verein ehemaliger Schülerinnen gegründet, der ein Jahr später rund 150 Mitglieder hatte. Der Verein unterstützte u. a. bedürftige Schülerinnen, die das Schulgeld nicht aufbringen konnten. Außerdem organisierte er wissenschaftliche Vorträge und Konzerte in der Aula.
Am 1. April 1900 übernahm die Schule die private Töchterschule des Sanitätsrates Riefkohl, die 1885 gegründet wurde.
Schulleiter Lentz baute den Bildungsgang auf neun Klassenstufen mit je einer Klasse aus. Dazu kam eine „Selecta“ als 10. Schuljahr mit freiwilligen Kursen. Seit 1904 wurde das 10. Schuljahr verbindlich, nachdem es vorher auf freiwilliger Basis absolviert werden konnte. Die Zahl der Schülerinnen stieg in diesem Jahr auf über 300.
1904 erhielt die Schule ihren Namen aufgrund des Besuchs von Kaiser Wilhelm II. in Hameln. Die Visite am 17. August 1904 war ein bedeutendes gesellschaftliches Ereignis. Der Monarch reiste mit seiner Frau und den Kindern an, u. a. auch mit seiner Tochter Viktoria-Luise. Die bisherige „Höhere Mädchenschule“ erhielt nach entsprechenden Bitten des Lehrerkollegiums durch Kaiser Wilhelm II. am 23. Januar 1905 die Erlaubnis, den Namen seiner Tochter, Viktoria-Luise, tragen zu dürfen.
Das Viktoria-Luise-Gymnasium zeigte sich wie damals üblich sehr kaisertreu und patriotisch. Alljährlich wurden der Geburtstag Kaiser Wilhelms II. am 27. Januar und dem Tag des deutschen Sieges in der Schlacht bei Sedan am 2. September begangen. Auch andere vaterländische Gedenktage wurden mit Ansprachen, Liedern und Gedichten in der Aula begangen. Sogar am 27. Januar 1919, einige Monate nach dem Sturz der Monarchie gab es noch eine Feierstunde zum Kaisergeburtstag.
Im Oktober 1905 besuchte der Schulleiter Alfred Lentz das Lehrerinnenseminar und die angeschlossene Übungsschule in Minden. Für Hameln plante er eine ähnliche Einrichtung als Ausbildungsseminar für Lehrerinnen, das am 22. Mai 1906 seine Arbeit aufnahm. Dazu wurde auch der Oberlehrer Heinrich Spanuth, der spätere Leiter der Schule, nach Hameln berufen.
Die angehenden Lehrerinnen unterrichteten sogenannte „Übungsklassen“, die aus Schülerinnen der Hamelner Volksschulen bestanden. Nach Abschluss des 10-jährigen Schulbesuchs entschieden sich 1908 11 von 17 Absolventinnen der Schule zum Lehrerinnenberuf, den sie im neuen Seminar erlernen konnten. Im März 1908 beschloss die Stadt einen Neubau neben dem Schulgebäude von 1899, weil sich die Zahl der Schülerinnen seitdem auf 364 fast verdoppelt hatte. Dazu gab es einen Wettbewerb. In den nächsten Jahren entstand der Bau auf dem Eckgrundstück Grütterstraße/Kaiserstraße. Das Seminar konnte 1909 in den durch den Architekten Otto Michalski, der den Wettbewerb gewann, errichteten Jugendstilbau einziehen, der Zeichensaal, Lehrerzimmer und Physikfachraum enthielt. 1909 schlossen auch die ersten Absolventinnen das Seminar ab.
Dies entsprach auch der Tendenz der preußischen Gesetzgebung, die in einer Bestimmung vom 18. August 1908 festlegte, dass mindestens die Hälfte der Stunden in der Mittel- und Oberstufe von wissenschaftlichen Lehrkräften zu halten war. Schon ein Jahr nach Erlass der neuen Bestimmungen erfüllte die Viktoria-Luise-Schule alle Voraussetzungen, um vom Provinzialschulkollegium in Hannover als Höhere Schule im neuen Sinne anerkannt zu werden.
Der Abschluss berechtigte allerdings nicht zum Hochschulstudium, sondern nur zum Lehrberuf. Das Studium konnte erst nach zweijähriger Tätigkeit an einer Schule aufgenommen werden. Viele ehemalige Schülerinnen der Oberstufe blieben denn auch noch die geforderte Zeit als Lehrerin an der Schule, um endlich ihr wissenschaftliches Studium beginnen zu können. Einige kehrten später als Assessorinnen an die Viktoria-Luise-Schule zurück.
Viktoria-Luise-Gymnasium trug seit 1908 die Bezeichnung „Oberlyzeum“, da sie mit dem Lehrerinnenseminar über die Klasse 10 hinausführte. Im Jahr 1910 wurden fast 50 Lehramtsbewerberinnen ausgebildet.
Am 22./23. Oktober 1909 feierte man das 50-jährige Jubiläum der Viktoria-Luise-Schule. Nach einem Festabend im Hotel „Monopol“ folgte am nächsten Tag der Festakt, bei dem u. a. dem Direktor der vom Kaiser verliehene Rote Adlerorden 4. Klasse überreicht wurde. Nachmittags traf man sich zu einer Festaufführung, in der über die Schule im Jahre 1959 spekuliert wurde: Man war überzeugt, dass es bis dahin die Koedukation geben werde. Ganz so „schnell“ ging es dann in der Realität allerdings nicht.
Die Zahl der Schülerinnen stieg auf 378 im Jahr 1910, die „Töchterschule“ erhielt den neuen Namen „Höhere Mädchenschule“. Heinrich Spanuth übernahm die Schule zunächst stellvertretend, ab dem 16. April 1912 als neuer Direktor. Im Februar 1913 verlobt sich die Namenspatin der Schule, Prinzessin Viktoria-Luise mit dem welfischen Prinzen Ernst August (III.) von Hannover, dem letzten regierenden Herzog von Braunschweig-Lüneburg.

### Erster Weltkrieg
Bei Kriegsbeginn wurde der Schulunterricht zunächst beendet. Am 5. August 1914 forderte Direktor Spanuth die Schülerinnen auf, in diesen „schweren Tagen dem Vaterland (zu) dienen“ (DWZ). Viele ältere Schülerinnen stellten sich dem „Vaterländischen Frauenverein“ zur Verfügung. Am 10. August fing der Unterricht wieder an, doch gab es bei deutschen Siegen wiederholt schulfrei. Der Schulbetrieb litt auch unter Einberufungen von Lehrern und in den ersten Wochen unter den Einschränkungen des Zugverkehrs, auf den viele auswärtige Schülerinnen angewiesen waren. Viele Eltern wollten ihren Kindern unter den Kriegsbedingungen auch keine Zugfahrten zumuten oder sie mussten im elterlichen Betrieb helfen, da die Söhne in den Krieg gezogen waren. Zahlreiche Briefe dieses Inhalts an die Schulleitung sind im Stadtarchiv erhalten. Auch ein Lehrer der Schule wurde verhaftet, weil er angeblich am Bahnhof durchfahrende Truppentransporte beobachtet haben sollte. Die Räume der Hermannschule wurden schon im September 1914 als Lazarett genutzt. In einige Räume des Viktoria-Luise-Gymnasiums zogen deshalb die Schülerinnen der Volksschule ein, im Keller des Neubaus wurden von den Schülerinnen gefertigte „Liebesgaben“ an die Truppen gesammelt. Mit Hilfe der in die Turnhalle einquartierten Soldaten wurden die Päckchen dann zum Bahnhof gebracht und an die Soldaten verteilt. Aufgrund des Kriegs und der englischen Seeblockade herrschte große Knappheit an den verschiedensten Gütern, die teilweise durch Ersatzstoffe ersetzt werden sollten. Die Schülerinnen sammelten daher Altmaterial sowie Gold für die Reichsbank und fertigen Kleidungsstücke und Gebrauchsgegenstände für das Heer an. Außerdem werden Materialien für die Ölgewinnung und Brennnesseln als Baumwollersatz gesammelt. Amtliche Erlasse verfügten zudem Materialersparnisse, z. B. wurde die Weiterverwendung von Schulheften über das Jahresende hinaus verfügt.

### Weimarer Republik
Die neue staatliche Ordnung brachte auch für den Schulbereich demokratische Reformen: So wurde ein „Vertrauensausschuß der Lehrer“ eingerichtet, und für 18 Monate gab es sogar eine „Schulgemeinde“ genannte Vertretung der Schülerinnen sowie gewählte Klassenvertreterinnen. Die von der neuen, demokratischen Regierung in Berlin vorangetriebene Reform wurde jedoch an der Schule wie allgemein kaum umgesetzt, und, da die Einrichtung der Schulgemeinde mit qualifizierter Mehrheit abgelehnt werden konnte, bald abgeschafft. Dennoch wurde jetzt statt des Sedanstages der Tag der Weimarer Reichsverfassung feierlich in der Aula begangen. Bis 1922 war die Zahl der Schülerinnen auf 600 gestiegen. Auch neue Methoden hielten Einzug: Behördlicherseits gefördert und von der Lehrerschaft größtenteils abgelehnt wurde der „Arbeitsunterricht“, bei dem sich die Schülerinnen z. B. Geschichte aus schriftlichen Quellen selbst erarbeiten sollten.
Zwischen den Jahren 1922 und 1924 wurde die neu aufgebaute Oberstufe auf Beschluss des Rates wieder beseitigt und der Gleichberechtigung mit der höheren Schule für Jungen ein Stein in den Weg gelegt. Grund hierfür waren Sparmaßnahmen der Stadt und die Umstellung der Lehrerinnenausbildung, die von den Schulen in Seminare verlagert wurde. Andere Städte reagierten auf die neue Gesetzeslage mit der Einrichtung eines „Oberlyzeums neuen Typs“, an dem die Mädchen mit dem Abitur nunmehr die Allgemeine Hochschulreife erlangten, und nicht mehr nur, wie bisher, die Berechtigung zur Lehrtätigkeit an Höheren Mädchenschulen. In Hameln dagegen mussten Mädchen, die Abitur machen wollten, ihre Aufnahme am Jungengymnasium beantragen, was in einigen Fällen genehmigt wurde. 1925 wurden die Übungsklassen und die Lehrerinnenausbildung alten Typs endgültig abgeschafft.
Das nunmehrige „Lyzeum“ schloss jetzt mit der „Mittleren Reife“ ab. Das bedeutete für das Lehrerkollegium zahlreiche Entlassungen und Versetzungen. Es gab sogar Pläne, die Lyzeen ganz abzuschaffen, da die Mittlere Reife auch von den Mittelschulen angeboten wurde. Die Elternschaft, der nur übrig blieb, ihre Töchter zum Gymnasium – der Jungenschule – zu schicken, und die Lehrer kämpften allerdings dagegen und so wurde 1927 die Abschaffung der Oberstufe zurückgenommen und die Schule wurde zum „Oberlyzeum neuen Stils“.
Schon 1927 wurde die neue „Obersekunda“ eingerichtet. Eine Lehrerinnenausbildung fand hier allerdings nicht mehr statt.
Das Lehrerkollegium litt auch nach dem Wiederaufbau der Oberstufe unter den von der preußischen Regierung in der Zeit der Wirtschaftskrise ab 1929 angeordneten Sparmaßnahmen. Neben drastischen Gehaltskürzungen drohten auch Stellenabbau und Entlassungen. Die soziale Not der Krisenjahre traf auch die Familien vieler Schülerinnen, die sich das Schulgeld nicht mehr leisten konnten.
1931 fanden dann die ersten Abiturprüfungen statt.
Der Unterricht sollte jetzt in der Oberstufe wissenschaftlichen Anforderungen genügen und auf das Hochschulstudium vorbereiten. Es entstanden daher moderne naturwissenschaftliche Fachräume.
Im Jahr 1926 wurde der „Ruderverein des Oberlyzeums“ (RVO) gegründet, der ein eigenes Bootshaus an der Weser hatte. Im Sommer nahmen zahlreiche Schülerinnen unter Leitung der „Protektorin“ des Vereins, der Lehrerin Gertrud Fischer, am Rudern teil. Im Winter wurde Hockey gespielt. Später ging der RVO im „Ruderverein der Hamelner Gymnasien RVGH“ auf.
Auf dem Klüt fanden im Sommer regelmäßig Schulfeste mit Tanz und Theater statt. Im August nahm die ganze Schule in der „Hindenburg-Kampfbahn“, dem späteren Bürgergarten, an den „Reichsjugendwettkämpfen“, dem Vorläufer der „Bundesjugendspiele“, teil.
In den Sommerferien dienten einige Räume der Schule in dieser Zeit als Jugendherberge.
Das Ende der Demokratie kündigte sich im Schulleben bei der Abiturfeier 1932 an, als eine Schülerin eine Werberede für den Bund Deutscher Mädel (BDM), die Jugendorganisation der Nazis für Mädchen, hielt. Direktor Heinrich Spanuth unterbrach die Rednerin und beendete die Rede.

### Zeit des Nationalsozialismus
Nach der Machtergreifung der Nationalsozialisten 1933 musste Direktor Spanuth im Mai zurücktreten, da er sich wiederholt öffentlich gegen den Nationalsozialismus geäußert hatte. Bekanntmachungen der neuen Regierung ließ er in der Schule nicht aushängen, die Teilnahme von Schülerinnen an einem Fackelumzug zum „Tag von Potsdam“ versuchte er zu verhindern. Geschickt nutzten die Nazis den Wunsch vieler Schülerinnen, sich gegen die Autorität der Lehrer zu wenden, für ihre Zwecke aus. So wurde Spanuth vorzeitig in den Ruhestand versetzt. Kommissarischer Schulleiter wurde Heinrich Kranz, der dienstälteste Kollege, der, so zeigen es Redemanuskripte aus den Jahren 1933 und 1934, versuchte, möglichst wenig auf den Zeitgeist einzugehen, ohne bei den Machthabern Missfallen zu erregen. 1934 wurde er durch Heinrich Schwarz ersetzt, der die Schule bis 1945 führte. Entgegen den Befürchtungen einiger Kollegen erwies er sich in dieser Zeit trotz Parteimitgliedschaft nicht als fanatischer Nazi, obwohl er den Posten wegen dieser Mitgliedschaft erhalten hatte. Alle Anordnungen der Behörden wurden umgesetzt, aber es geschah wenig darüber hinaus.
Als Folge nationalsozialistischer Schulpolitik wurde die Schule im Jahre 1939 in eine „Oberschule für Mädchen“ mit hauswirtschaftlicher Ausrichtung umgewandelt. Die Schulzeit war schon 1937 um ein Jahr gekürzt worden.
Eine große Rolle spielte in dieser Zeit auch der Volksbund für das Deutschtum im Ausland, der 1881 als Schulbund gegründet worden war, um das kulturelle und soziale Leben der Auslandsdeutschen zu fördern. Nach 1933 gleichgeschaltet, diente er – auch hier – der NS-Volkstumspropaganda. Die Schülerinnen unternehmen Fahrten ins Grenzland, meist aber wurden Referenten eingeladen, die über das Leben deutscher Minderheiten im Ausland berichteten. Meist geschah dies mit Hinweis auf deren Unterdrückung durch die jeweilige Regierung.
Nach dem deutschen Überfall auf Polen am 1. September 1939 wurde in der städtischen Mittelschule ein Lazarett eingerichtet, und die Schüler dieser Anstalt zogen in den Altbau. Ende Oktober – es gab zunächst noch nicht so viele Verwundete – zog die Mittelschule wieder in ihr angestammtes Gebäude. Wegen der Kohlenknappheit zog die Schule dann im Februar 1940 für einige Monate ins Gebäude der Mittelschule. Der Unterricht fand in Schichten vormittags und nachmittags statt. Im Mai ging es dann zurück ins neue Haus an der Kaiserstraße, das alte wurde von Volksschulen belegt. Im September 1941, nach dem deutschen Überfall auf die Sowjetunion, wurde das Gebäude der Mittelschule doch als Lazarett gebraucht, deren Schüler verdrängten die Volksschulen aus dem alten Haus der Viktoria-Luise-Schule. Die Zahl der Schülerinnen sank auf zunächst 250. Ab Februar 1942 wurde die ganze Schule als Lazarett genutzt. Der Unterricht fand in dieser Zeit in acht Räumen der „Hermannschule“ statt, der Physikunterricht im Jungengymnasium. Neben diesen Störungen des Unterrichts wurden ältere Schülerinnen zu Sammlungen von Rohstoffen und Arbeitseinsätzen abkommandiert. Außerdem gab es im Januar/Februar 1942 „Kohlenferien“, was bedeutete, dass der Unterricht wegen Mangel an Heizmaterial ausfiel. Danach kamen die Schülerinnen auch in der „Berufs- und Luftschutzschule“ und in den Kellerräumen des neuen Hauses unter. Der Unterricht fand wieder schichtweise statt. In dieser Zeit verschwanden auch alte Akten und Klassenbücher in der Altpapiersammlung, die auf Anweisung des Unterrichtsministeriums durchgeführt werden musste. Das Schuljahr 1943/44 begann mit 334 Schülerinnen. Diese Zahl stieg mit der Besetzung Ostdeutschlands durch russische Truppen langsam an, da viele Heimatvertriebene nach Hameln kamen. Dazu kamen „Ausgebombte“ aus den großen Städten. Der angespannten Situation versuchte man durch Unterrichtskürzungen, die Einstellung von Hilfslehrern und Schichtunterricht beizukommen. Gegen Ende des Zweiten Weltkriegs fiel der Unterricht dann öfter wegen Bombenangriffen aus, oder auswärtige Schülerinnen konnten nicht zum Unterricht erscheinen, weil der Bahnverkehr durch Angriffe gestört war. Im November 1944 wurden die älteren Schülerinnen zum Reichsarbeitsdienst einberufen und im Februar 1945 wurde auch die Hermannschule Lazarett. Die Viktoria-Luise-Schule zog erneut um, diesmal in acht Räume des Jungengymnasiums. Vor dem Einrücken amerikanischer Militäreinheiten in Hameln erhielt das Schulgebäude in der Grütterstraße Schäden durch Artilleriebeschuss.

### Nachkriegszeit
Nach der Besetzung Hamelns durch alliierte Truppen gab die Militärregierung am 29. Mai 1945 bekannt, dass alle höheren Schulen bis auf weiteres geschlossen sind. Privatunterricht war ebenfalls verboten. Unterrichtsmaterial aus der Zeit des Dritten Reichs wurde sichergestellt. Die Lehrer mussten einen Fragebogen zu ihrer eventuellen Betätigung in der NSDAP ausfüllen. Die Schülerinnen wurden in der Landwirtschaft eingesetzt, die über großen Arbeitskräftemangel klagte. Der bisherige Schulleiter Schwarz wurde am 12. Juni durch die Militärregierung seines Amtes enthoben und durch Richard Wolter ersetzt, der seit 1942 stellvertretender Direktor war. Am 1. Oktober 1945 wurde der Unterricht an den höheren Schulen wieder aufgenommen. Da das Gebäude noch als Lazarett genutzt wurde, fand der Unterricht zunächst nicht täglich und verschiedensten Häusern der Stadt Hameln statt. Das Gebäude in der Grütterstraße konnte erst 1946 seiner ursprünglichen Funktion als Schule wieder gerecht werden. Am 1. Mai 1946 folgte Richard Schulz übergangsweise als Direktor für den erkrankten Wolter. Im August 1947 übernahm Ilse Woltereck die Leitung der Schule. Sie hatte damals etwas über 600 Schülerinnen, die in Klassen zu 45 bis 52 Personen unterrichtet wurden. 1949 wurde das 90-jährige Bestehen der Schule gefeiert. In diesem Jahr erfolgte die Aufteilung in einen sprachlichen und einen naturwissenschaftlichen Zweig ab der 9. Klasse. Die Schule war seitdem zweizügig, zum Teil sogar dreizügig. 298 der 756 Schülerinnen stammten aus Familien von Heimatvertriebenen. Die hohe finanzielle Belastung der Stadt, die daraus folgte, führte zu einer Verringerung der Parallelklassen in den städtischen Gymnasien. Nur noch Hamelner Kinder sollten unterrichtet werden, was zu Protesten der Eltern führte. Von 1950 bis 1951 wurden durch den Elternverein Privatklassen eingerichtet und finanziert. Die Eltern mussten Schulgeld bezahlen. Erst 1951 endete dieser Zustand. In diesem Jahr wurden auch die seit dem Artilleriebeschuss 1945 beschädigten Räume unter dem Dach wieder instand gesetzt. Seit Mai 1952 gab es einheitliche Lehrpläne für Mädchen und Jungen. Obwohl seit Ostern 1953 beide Gebäude in der Grütterstraße wieder ausschließlich von der Viktoria-Luise-Schule benutzt werden konnten, wurde die Raumnot sehr ernst: 900 Schüler mussten in denselben Räumen untergebracht werden, die im Jahr 1910 nur 300 Schüler aufgenommen hatten.

### Die 1960er Jahre
Die 1960er Jahre waren vor allem durch Baumaßnahmen charakterisiert. Die steigende Schülerzahl von etwa 250 auf über 900 bis zu 1300 (im Jahre 1976) erforderte Anbauten. 1964 wurde die Apsis an dem im Jugendstil gehaltenen Schulgebäude abgetragen. Zwischen den beiden Gebäuden der Schule wurde ein Mitteltrakt im sachlichen Stil der 1960er Jahre errichtet. Der Neubau umfasste neben Klassen- und Fachräumen einen Werkraum (die ehemalige Cafeteria, heute Klassenräume), Räume für Sekretariat, Direktorin und Stellvertreter, ein neues Lehrerzimmer und die Pausenhalle. Der Haupteingang wurde ebenfalls in den neuen Trakt verlegt. Bezugsfertig war der Neubau zu Schuljahresbeginn 1966.

### Koedukation und Kurssystem
Im Jahre 1972 wurde am Viktoria-Luise-Gymnasium die Koedukation eingeführt, heute besuchen fast ebenso viele Jungen wie Mädchen das Gymnasium. Die Schülerzahl betrug 1997 rund 750. Das Kurssystem, wobei es sich um eine bundesweite Reform der gymnasialen Oberstufe handelt, wurde am Viktoria-Luise-Gymnasium am 1. August 1975 eingeführt.
Die langjährige Schuldirektorin Ilse Behrens ging 1975 in Pension und wurde durch Jürgen Schoormann ersetzt. Seit 1978 hat Hameln ein Studienseminar zur Lehrerausbildung, mit dem die Schule seitdem eng zusammenarbeitet. Auch die Baumaßnahmen gingen weiter, so 1978 durch eine Aufstockung der Aula. Dabei entstanden die große Arbeitsbibliothek und mehrere Fachräume. 1979 wurde eine Dreifach-Sporthalle errichtet. In einem Anbau an der Kaiserstraße entstanden im Jahre 1982 weitere Klassen- und Fachräume.  Im Zuge der Baumaßnahmen wurden die Einrichtungen für alle Fächer modernisiert, ergänzt und vor allem in den Naturwissenschaften an die Erfordernisse der Zeit angepasst. 1984 wurde das 125-jährige Bestehen des Viktoria-Luise-Gymnasiums begangen.

### Die neueste Zeit

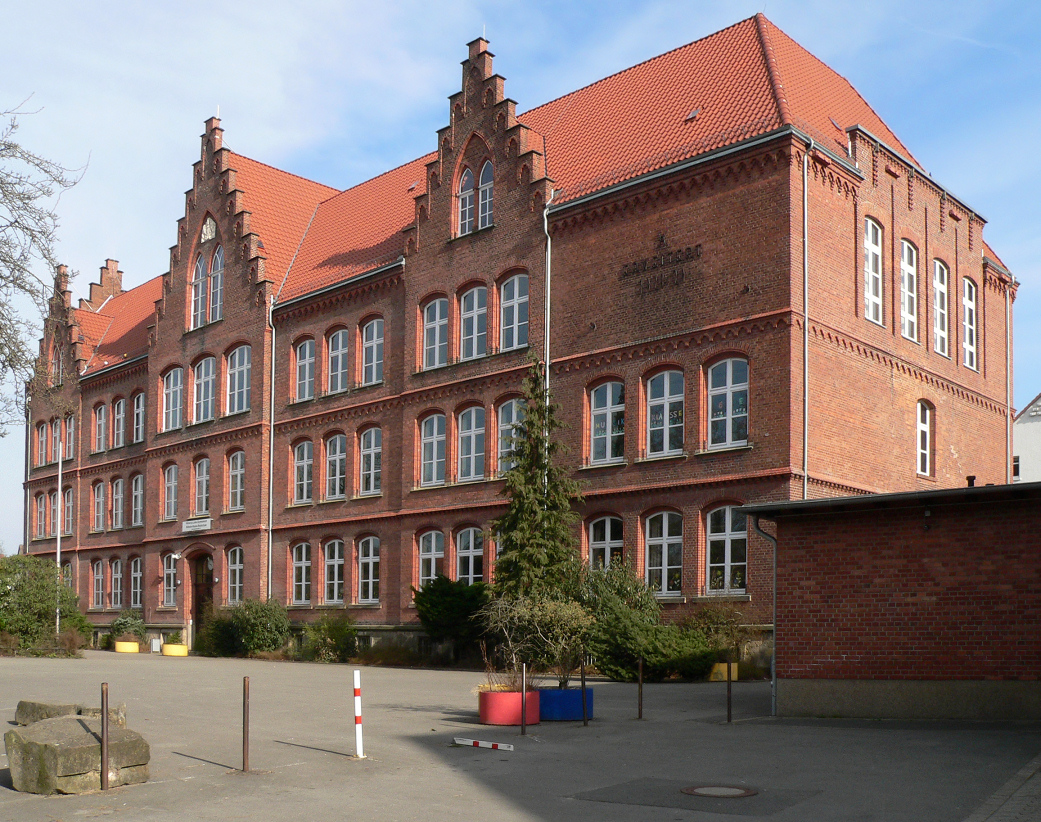
Das Schulgebäude in der Hermannstraße

1993 eröffnete die Cafeteria. Auch wurde mit Eltern- und Schülerhilfe ein reichhaltiges Essensangebot aufgebaut. Nach 23 Dienstjahren ging der Schuldirektor Jürgen Schoormann Ende 1998 in Pension und wurde, nach einer Übergangszeit unter dem damaligen stellvertretenden Schulleiter, Wolfgang Herrndorf, im Februar 1999 durch Klaus-Dieter Bloch ersetzt. Er brachte internationale Erfahrung mit u. a. von der Deutschen Schule in Tokio. Seit 2002 trägt die Schule die Bezeichnung „MedienProfilSchule“ und fördert die Medienerziehung. Die Ausstattung mit EDV-Technik wurde erheblich verbessert. Klaus-Dieter Bloch verließ die Schule im August 2003, um an der Deutschen Schule in Washington als Schulleiter tätig zu werden.
Unter der Leitung von Maria Bergmann als kommissarischer Schulleiterin (2003–04) wurde die schwierige Aufgabe der Integration der bisherigen Orientierungsstufe in Angriff genommen.
Seit August 2004 hat die Schule wieder die Jahrgänge 5 und 6 und nutzt das bisherige Gebäude der Orientierungsstufe-Süd in der Hermannstraße gemeinsam mit der Wilhelm-Raabe-Schule als Außenstelle. Außerdem findet hier ein Teil des Unterrichts der 11. Klassen statt. Die zweite Fremdsprache beginnt jetzt schon in Klasse 6. Die Gesamtschülerzahl stieg auf über 1300.
Im September 2004 übernahm Rainer Starke die Leitung der Schule. Hohe Anforderungen an die Schule stellen die Durchführung des Zentralabiturs seit 2006, die Verkürzung der Schulzeit auf 12 Jahre, die erneute Reform der Oberstufe („Profiloberstufe“) und die neue Schulverfassung.
Im Februar 2007 wurde von der Stadt der Bau einer dringend benötigten Mensa für die Schule beschlossen. Der zunehmende Unterricht am Nachmittag macht diese Maßnahme unumgänglich. Der Bau wurde am 19. Juli 2007 begonnen, am 18. November 2007 war das Richtfest, der Abschluss der Arbeiten war schließlich im April 2008. Nach der Einweihung am 4. April begann der Betrieb im neuen Gebäudeteil.
Im Oktober 2007 nahm der neu gegründete Schulvorstand seine Arbeit auf, die neue Schulverfassung trat in Kraft. Seit Anfang 2008 wird in regelmäßigen Abständen der Informationsdienst SMS-Schulmitteilungsservice herausgebracht. Im Herbst 2009 beging die Schule mit einer Festwoche die Feierlichkeiten zu ihrem 150-jährigen Bestehen.
Im Februar 2015 wurde Michael Glaubitz neuer Leiter der Schule und im Februar 2020 folgte ihm Josephine Kappes.

## Schulleiter
| Name                                                     | Amtszeit von       | Amtszeit bis       |
| -------------------------------------------------------- | ------------------ | ------------------ |
| Friedrich Sprenger (1792–1836)                           | 26. April 1824     | 26. Januar 1836    |
| Franz Georg Ferdinand Schläger (1781–1869)               | 26. Januar 1836    | April 1857         |
| Gerhard Julius August Wellhausen (1808–1861)             | April 1857         | 1. Oktober 1859    |
| Pastor Hermann Müller (1838–1908)                        | 1. Oktober 1859    | 29. Juli 1870      |
| Theodor Thiesing (1841–1873)                             | 29. Juli 1870      | 25. Januar 1873    |
| Friedrich Brandes (1838–1898)                            | Juli 1873          | 27. Dezember 1898  |
| August Christian Dähling (1834–1904, stellv.)            | 27. Dezember 1898  | 1. Oktober 1899    |
| Alfred Lentz (1860–1911)                                 | 1. Oktober 1899    | 23. November 1911  |
| Heinrich Spanuth (1873–1958, bis 16. April 1912 stellv.) | 23. November 1911  | 10. Mai 1933       |
| Heinrich Kranz (1873–1948, stellv.)                      | 10. Mai 1933       | 16. April 1934     |
| Heinrich Schwarz (1885–1949)                             | 16. April 1934     | 12. Juni 1945      |
| Richard Wolter (geb. 1889, stellv.)                      | 12. Juni 1945      | 1. Mai 1946        |
| Richard Schulz (1905–1989)                               | 1. Mai 1946        | 1. August 1947     |
| Ilse Woltereck (1902–1992)                               | 1. August 1947     | 5. April 1954      |
| Ilse Behrens (1910–2007)                                 | 5. April 1954      | 31. Juli 1975      |
| Jürgen Schoormann                                        | 1. Oktober 1975    | 31. Juli 1998      |
| Wolfgang Herrndorf (stellv.)                             | 1. August 1998     | 31. Januar 1999    |
| Klaus Dieter Bloch                                       | 1. Februar 1999    | 31. Juli 2003      |
| Maria Bergmann (stellv.)                                 | 1. August 2003     | 22. September 2004 |
| Rainer Starke                                            | 22. September 2004 | 31. Januar 2015    |
| Dr. Michael Glaubitz                                     | 13. Februar 2015   | 31. Januar 2020    |
| Josephine Kappes                                         | 1. Februar 2020    |                    |

## Bekannte Schüler
- Laurine Betz (* 1986), Schauspielerin und Synchronsprecherin
- Felicitas Hoppe (* 1960), Schriftstellerin
- Angela Kane (* 1948), Beigeordnete Generalsekretärin der UNO
- Dimitrij Ovtcharov (* 1988), Tischtennisspieler
- Saskia Richter (1978–2015), Politikwissenschaftlerin
- Johannes Schraps (* 1983), SPD-Bundestagsabgeordneter